# Baryancistrus beggini
Baryancistrus beggini är en fiskart som beskrevs av Lujan, Arce och Jonathan W. Armbruster 2009. Baryancistrus beggini ingår i släktet Baryancistrus och familjen Loricariidae. Inga underarter finns listade.